# Alex Brundle
Alex Brundle, född 7 augusti 1990 i King's Lynn, är en brittisk racerförare. Han är son till den tidigare racerföraren Martin Brundle och brorson till racerföraren Robin Brundle.

## Racingkarriär
| År                                               | Klass/Mästerskap                  | Team                             | Bil                                      | Totalt/poäng   | Bästa placering             |
| ------------------------------------------------ | --------------------------------- | -------------------------------- | ---------------------------------------- | -------------- | --------------------------- |
| 2006                                             | T Cars                            | PalmerSport Junior               | ?                                        | 8:a/86p        | ?                           |
| 2006                                             | Formula Palmer Audi Autumn Trophy | THB Clowes                       | ?                                        | 21:a/14p       | ?                           |
| 2007                                             | Formula Palmer Audi               | ?                                | Van Diemen Spec Formula (Audi 1.8 Turbo) | 11:a/160p      | ?                           |
| 2007                                             | Formula Palmer Audi Autumn Trophy | ?                                | ?                                        | 8:a/57p        | ?                           |
| 2008                                             | Formula Palmer Audi               | Nasstar                          | Van Diemen Spec Formula (Audi 1.8 Turbo) | 6:a/240p       | ?                           |
| 2009                                             | FIA Formula Two Championship      | SEN/GAC/Nasstar (huvudsponsorer) | Williams JPH1 F2 (Audi)                  | 19:e/5p        | 5:a på Spa (Race 2)         |
| 2010                                             | Brittiska F3-mästerskapet         | T-Sport                          | Dallara (Volkswagen)                     | 17:e/11p       | 8:a på Silverstone (Race 3) |
| 2010                                             | Lamborghini Super Trofeo          | Automobili Lamborghini           | Lamborghini Gallardo Super Trofeo        | ?              | Två fjärdeplatser           |
| 2011                                             | Radical Nevada Cup - SR8          | Radical UK                       | Radical SR8-RX                           | säsongen pågår | säsongen pågår              |
| 2011                                             | FIA Formula Two Championship      | GAC Logistics (huvudsponsor)     | Williams JPH1B F2 (Audi)                 | säsongen pågår | säsongen pågår              |
| Senast uppdaterad: 2011-05-05 (4979 dagar sedan) |                                   |                                  |                                          |                |                             |